# 曇花庵路駅
曇花庵路駅（たんかあんろえき）は、中華人民共和国浙江省杭州市上城区曇花庵路に位置する杭州地下鉄6号線の駅。

## 歴史
- 2021年11月6日：開業[1]。

## 駅構造
島式ホーム1面2線を有する地下駅。駅の元宝塘方には上下線をつなぐ片渡り線が設置されている。

### のりば

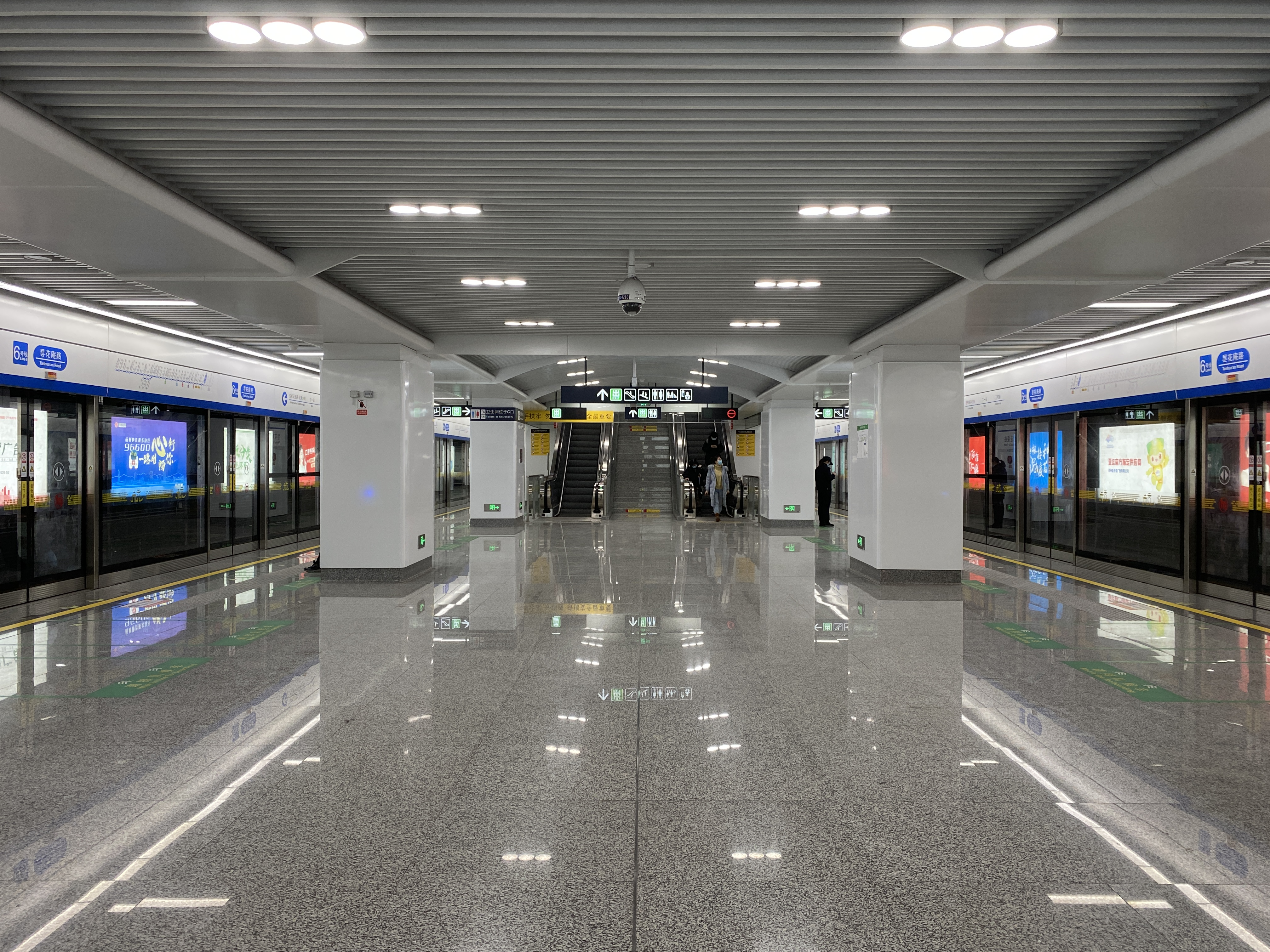
ホーム
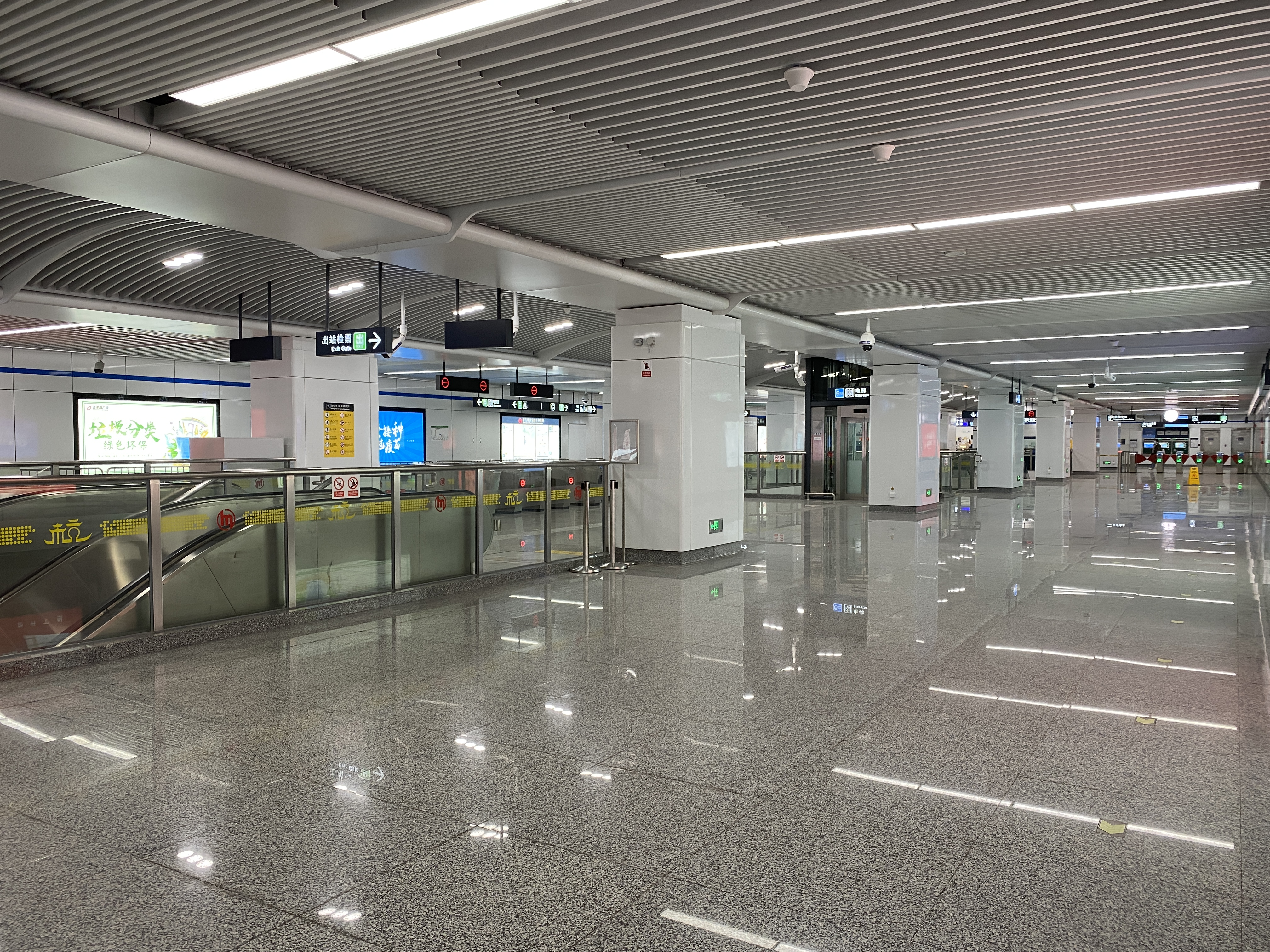
コンコース

案内上ののりば番号は設定されていない。
| 路線    | 方向 | 行先                           |
| ------- | ---- | ------------------------------ |
| ■ 6号線 | 下り | 桂花西路・双浦方面             |
| ■ 6号線 | 上り | 火車東站（東広場）・枸橘弄方面 |

（出典：杭州地下鉄：站内空间示意图）
- ホーム
- コンコース

## 駅周辺
- 御臨雲峰
- 御臨雲府
- 向江来時代中心
- 雲河南園
- 中豪湘悦中心
- 杭州モスク（中国語版）
- 杭州市銭江外国語実験学校

## 隣の駅
杭州地下鉄
■ 6号線
三堡駅 - 曇花庵路駅 - 元宝塘駅